# Девочка по соседству
«Девочка по соседству» (англ. The Little Girl Next Door) — американский короткометражный драматический фильм Люсиуса Хендерсона.

## Сюжет
Мужчина потерял свою дочь, вследствие чего решает отомстить тому, кто, как ему кажется, виновен в её смерти.

## В ролях
| Актёр           | Роль          |
| --------------- | ------------- |
| Уильям Гарвуд   | муж           |
| Маргерит Сноу   | жена          |
| Мэрион Фербенкс | Хеллен Рэндал |
| Мадлен Фербенкс | Руф Фостер    |
| Уильям Расселл  |               |